# 窪寺恒己
窪寺 恒己（くぼでら つねみ、1951年 - ）は、日本の海洋生物学者である。学位は水産学博士（北海道大学、1982年）。

## 人物
東京都中野区生まれ。東京都立新宿高等学校を経て、1975年に北海道大学水産学部水産増殖学科を卒業。1982年に北海道大学大学院水産学研究科海洋生態学専攻博士課程を単位取得退学。同年6月、「北太平洋亜寒帯海域における外洋性イカ類の生態学的研究」で水産学博士の学位を取得。米国のオレゴン州立大学海洋学部で研究助手を務めた後、1984年から国立科学博物館に勤務。海生無脊椎動物研究グループ長などを務めた後、2011年から標本資料センター・コレクションディレクターを務めた。現在は名誉館長・名誉研究員。  
2004年、小笠原諸島沖の深海で、世界で初めて生きたダイオウイカの撮影に成功。2006年には、ダイオウイカを生きたまま海面まで釣り上げた。2007年には、『ニューズウィーク』誌の「世界が尊敬する100人の日本人」に選ばれている。2013年に放送された「NHKスペシャル シリーズ　深海の巨大生物」は、窪寺のダイオウイカ撮影をとりあげて大きな反響を呼び、番組は菊池寛賞を受賞した。

## 著書
- 『海に生きるものたちの掟 食うか食われるか、命を受け継ぐ食物連鎖の秘密』（ソフトバンククリエイティブ、2009年）
- 『ダイオウイカ、奇跡の遭遇』新潮社、2013